# 世界八番目の不思議
世界八番目の不思議（せかいはちばんめのふしぎ、英語：Eighth Wonder of the World）とは、世界の七不思議に次ぐ注目すべき構造物を指すために使われる言葉である。

## 世界八番目の不思議と呼ばれる構造物

### 自然の構造物
- グランド・キャニオン、アメリカ合衆国アリゾナ州[1]
- ミルフォード・サウンド、ニュージーランド、ラドヤード・キップリングが提唱[2]
- 天然トンネル州立公園、アメリカ合衆国バージニア州、ウィリアム・ジェニングス・ブライアンが提唱[3]
- ピンク＆ホワイトテラス、ニュージーランド、1886年の火山による破壊以前[4]
- ジャイアンツ・コーズウェー、北アイルランド[5]
- バーニー滝、アメリカ合衆国カリフォルニア州、セオドア・ルーズベルトが提唱[6]

### 1900年以前の建造物
- 万里の長城、中華人民共和国[7]
- タージ・マハル、インド[8][9]
- ストーンヘンジ、イギリス[10]
- マチュ・ピチュ、ペルー[11]
- フィリピン・コルディリェーラの棚田群、フィリピン[12][13][14][15][16]
- 兵馬俑、中華人民共和国[17][18]
- 琥珀の間、ロシア・サンクトペテルブルク[19]
- エル・エスコリアル修道院、スペイン[20]
- アヤソフィア、トルコ・イスタンブール[21]
- ラリベラの岩窟教会群、エチオピア[22]
- アクスム、エチオピア[23]
- シーギリヤ、スリランカ[24][25][26]
- アムステルダムのロイヤルパレス、オランダ[27]
- 自由の女神像、アメリカ合衆国ニューヨーク[28]
- アンコール・ワット、カンボジア[29]
- モアイ、イースター島[30]
- チチェン・イッツァ、メキシコ

### 1900年以降の建造物
- エンパイア・ステート・ビルディング、アメリカ合衆国ニューヨーク[31][32]
- パーム・アイランド、アラブ首長国連邦ドバイ[33]
- パナマ運河、パナマ[34]
- オペラハウス、オーストラリア・シドニー[35]
- テムズ・バリアー、イギリス・ロンドン[36]
- バハーイー世界センター、イスラエル[37]
- 三峡ダム、中華人民共和国[38]
- アストロドーム、アメリカ合衆国テキサス州[39]
- ウェスト・バーデン・スプリングス・ホテル、アメリカ合衆国インディアナ州[40]

### 現代文化
- キングコングは、登場作（アメリカ合衆国RKO映画『キングコング』）の中で「世界八番目の不思議」と呼称された。[41]
- アメリカ合衆国のプロレス団体WWEは、所属していた巨人キャラクターのプロレスラー・アンドレ・ザ・ジャイアントに、「世界八番目の不思議」というキャッチフレーズをつけていた。[42][43]後にWWEで女子プロレスラーでありながら男子部門の王座を獲得するなど活躍したチャイナはアンドレに次ぐ「世界九番目の不思議」と称された。
- アメリカ合衆国の子役俳優シャーリー・テンプルは、その愛らしさから「世界八番目の不思議」というキャッチフレーズをつけられていた。[44]
- ジャズオルガン奏者ジミー・スミスの従来に無いファンキーで斬新なオルガン奏法は、マイルス・デイヴィスをして「世界8番目の不思議」と言わしめるほどであった。